# Schizonycha amintina
Schizonycha amintina är en skalbaggsart som beskrevs av Hermann Julius Kolbe 1897. Schizonycha amintina ingår i släktet Schizonycha och familjen Melolonthidae. Inga underarter finns listade i Catalogue of Life.